# Liga a III-a 2006-2007
Liga a III-a este a treia divizie fotbalistică din România, este oranizată de FRF.

## Clasament

### Seria III
1 Unirea Mărăcineni withdrew from the championship in the first part and all its results were canceled.

## Baraj

### Grupa 1
Rezultate
Pambac Bacau - Juventus Bucuresti 0-1
Juventus Bucuresti - Inter Gaz Bucuresti 1-1
Pambac Bacau - Iner Gaz Bucuresti 0-3 
Clasament
Inter Gaz Bucuresti 2 1 1 0 4-1 4
Juventus Bucuresti 2 1 1 0 2-1 4
Pambac Bacau 2 0 0 2 0-4 0

### Grupa 2
Rezultate
Lotus Felix - Minerul Motru 3-0
Muresul Deva - Lotus Felix 1-0
Minerul Motru - Muresul Deva 0-5
Clasament
Muresul Deva 2 2 0 0 6-0 6
Lotus Felix Sânmartin 2 1 0 1 3-1 3
Minerul Motru 2 0 0 2 0-8 0